# Столкновения близ Мардакерта (2008)
Столкновения близ Мардакерта — боевые столкновения между вооружёнными силами Азербайджана и непризнанной Нагорно-Карабахской Республики (НКР), произошедшие 4 марта 2008 года в Нагорном Карабахе, возле села Левонарх (Гёйарх), контролировавшимся на тот момент НКР. Данные столкновения были крупнейшими со времён прекращения огня в 1994 году до нового обострения в 2016.

## Предыстория
Село Левонарх, как и весь Нагорный Карабах, во время первой карабахской войны входил в зону боевых действий, по окончании которых 12 мая 1994 года оказалось близ линии соприкосновения Вооружённых cил Азербайджана и Армии обороны НКР. С момента подписания в 1994 году соглашения о «прекращении огня» закончилась активная фаза военных действий в регионе, в дальнейшем переговоры о статусе региона носили мирный характер.

## Боевые действия
Каждая сторона излагает свою версию случившегося.

### Азербайджанская версия
Согласно азербайджанским источникам, армянские войска около 11:00 атаковали позиции азербайджанской армии в Тертерском районе Азербайджана. В результате последующего боя армянская сторона, согласно азербайджанским данным, потеряла 12 солдат убитыми и 15 — ранеными. Данные о потерях среди азербайджанских военнослужащих разнятся, так, по одним данным было убито 4 солдата и ранено 2, по другим — погибло трое солдат. При этом, как следовало из сообщений азербайджанских источников, никто из погибших не остался на поле боя (хотя, по словам министра обороны НКР Мовсеса Акопяна, возле армянских позиций было оставлено 4 тела), в отличие от армян, которые, согласно азербайджанским СМИ, оставили на поле боя раненых и тяжёлую технику.

### Армянская версия
Согласно армянским источникам, 4 марта 2008 года отряд особого назначения Вооружённых сил Азербайджана, нарушив линию соприкосновения в северо-восточной части, атаковали передовые позиции армян возле деревни Левонарх. Согласно армянским источникам, в результате атаки азербайджанской стороне удалось на какое-то время занять одну позицию, на которой стояли армянские вооружённые силы. Однако, по сообщению начальника пресс-службы Армии обороны НКР Сенора Асратяна, в результате действий вооружённых сил НКР, после продолжавшихся несколько часов интенсивных боев, азербайджанская сторона, оставив на поле боя четыре трупа, отступила из занятой позиции. Президент Армении Роберт Кочарян заявил, что в ходе столкновения азербайджанская сторона использовала артиллерию. Он также сообщил, что в срочном порядке была налажена связь между министерствами обороны Армении и Азербайджана, в результате чего достигнуто соглашение о прекращении огня. В результате боевых действий, согласно армянским данным, азербайджанская сторона потеряла 8 солдат убитыми (по другим сведениям 11), а со стороны вооружённых сил НКР ранения получили 2 человека.

## Последствия
5 марта 2008 года представители Армии обороны НКР передали азербайджанским военным тела солдат оставленных при отступлении возле армянских позиций.
- Руководство НКР расценило данный инцидент как следствие азербайджанской политики угроз и военно-силового шантажа. В связи с инцидентом МИД НКР высказалось о необходимости безотлагательных мер международного сообщества по укреплению режима прекращения огня в зоне нагорно-карабахского конфликта и обеспечению необратимости мира[11].
- Согласно сообщениям главы пресс-службы МИД Азербайджана Хазар Ибрагима армянская сторона пыталась отвлечь внимание, как своего народа, так и международной общественности, от напряженной внутренней ситуации[12].
- МИД Армении расценил обострение обстановки в Карабахе как попытку Баку использовать в своих интересах внутриполитическую ситуацию, сложившуюся в Армении (несколькими днями ранее в Ереване произошли беспорядки, в которых участвовали сторонники бывшего на тот момент президента Армении Левона Тер-Петросяна)[8].